# Padeș
Padeș ist ein Gipfel und eine Gemeinde im Kreis Gorj in der Walachei in Rumänien. Gemeindesitz ist Călugăreni.

## Geographische Lage

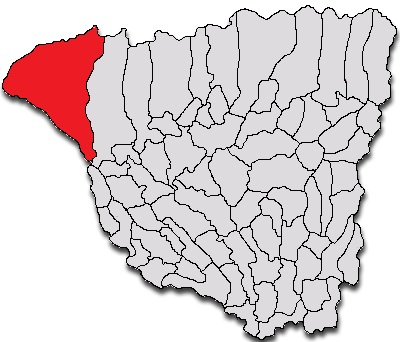
Lage der Gemeinde Padeș im Kreis Gorj

Padeș ist eine Gemeinde am Oberlauf des Motru – ein rechter Nebenfluss des Jiu (deutsch Schil) –, in den Südausläufern der Transsilvanischen Alpen zwischen den Gebirgszügen Mehedinți und Vâlcan, in der historischen Region Kleine Walachei, auch Oltenien genannt. Im Nordwesten des Kreises Gorj befindet sich der Ort an der Kreisstraße (Drum județean) DJ 671, 12 Kilometer nördlich der Kleinstadt Baia de Aramă (Kr. Mehedinți); die Kreishauptstadt Târgu Jiu befindet sich etwa 50 Kilometer östlich von Padeș entfernt.

## Geschichte
Auf dem Gebiet der Gemeinde, wurden südlich des Dorfes Călugăreni, Funde einer Siedlung – von den Einheimischen Peștera (dt. Höhle) genannt – welche in die Frühbronzezeit deuten, gemacht.

## Bevölkerung
2002 wurden in der Gemeinde Muereasca 5160 Menschen registriert. 5158 davon waren Rumänen und zwei waren Magyaren. Bei der Volkszählung von 2011 wurden 4800 Menschen gezählt. 4709 waren Rumänen, sechs waren Roma und anderer Ethnie.
Die Hauptbeschäftigung der Bevölkerung ist die Forstwirtschaft.

## Sehenswürdigkeiten

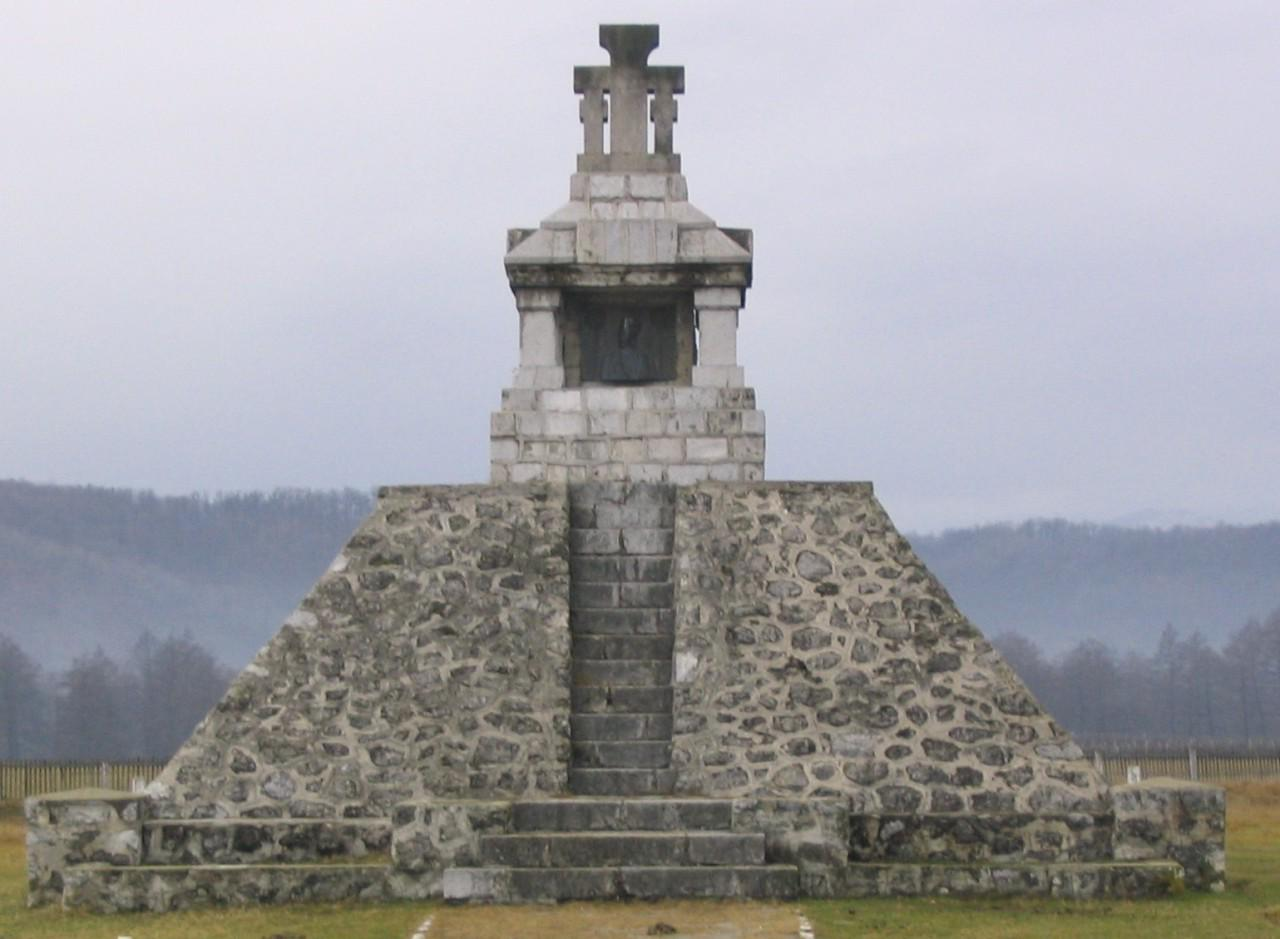
Denkmal des Aufstandes von 1821

- Die Holzkirche Înălțarea Domnului, 1790 im eingemeindeten Dorf Cloșani errichtet, steht unter Denkmalschutz.[5]
- Die Kirche Sf. Atanasie și Chiril, 1883 und das Haus der Familie Constantin Nacu im 19. Jahrhundert in Padeș errichtet, stehen unter Denkmalschutz.[5]
- Das Denkmal an den Aufstand von 1821(⊙) unter Anführung von Tudor Vladimirescu, 1921–1935 errichtet, steht unter Denkmalschutz.[5]
- Die Gemeinde ist auch Ausgangspunkt zu mehreren Höhlen der Region.[6]